# Polycyathus palifera
Polycyathus palifera är en korallart som först beskrevs av Addison Emery Verrill 1869.  Polycyathus palifera ingår i släktet Polycyathus och familjen Caryophylliidae.
Artens utbredningsområde är Indiska oceanen. Inga underarter finns listade i Catalogue of Life.